# Biegowaja
Biegowaja (ros. Беговая) – stacja moskiewskiego metra linii Tagańsko-Krasnopriesnieńskiej (kod 122). Stację nazwano od pobliskiego hipodromu.  Wyjścia prowadzą na ulice Rozanowa, Choroszewskij Projezd, szosę Choroszewskoje i peron stacji Biegowaja.

## Wystrój
Stacja jest trzykomorowa, jednopoziomowa, posiada jeden perony. Stacja ma dwa rzędy 26 kolumn u podstawy w kształcie ośmioboku przechodzącego w kwadrat przy suficie, pokrytych jasnym marmurem w różnych odcieniach, podobnie jak ściany nad torami. Podłogi wyłożono ciemnym granitem. W klatkach schodowych znajdują się płaskorzeźby przedstawiające sporty konne.